# Arrest Modehuis Nolly
Modehuis Nolly (HR 2 april 1976, ECLI:NL:HR:1976:AB6874) is de roepnaam van een op 2 april 1976 door de Nederlandse Hoge Raad gewezen arrest, dat betrekking heeft op (gestelde) verkrijging van onroerende zaken door middellijke vertegenwoordiging.

## Casus
Man en vrouw zijn in 1948 buiten elke gemeenschap van goederen getrouwd onder huwelijkse voorwaarden. De vrouw is eigenaar van Damesmodehuis Nolly. Uit de opbrengsten hiervan heeft het paar de gezamenlijke huishouding bekostigd, inclusief de opvoeding van drie kinderen. Tevens heeft de vrouw geld aan haar man gegeven om te beleggen in panden, die telkens op naam van de man zijn gesteld.
De vrouw stelt (in de inleidende dagvaarding), dat de man als lasthebber van de vrouw op zich heeft genomen een aantal beleggingen in onroerend goed te verzorgen en dat hij in deze kwaliteit voor haar rekening maar op eigen naam een aantal panden heeft gekocht.

## Rechtsvraag
Is verkrijging door een middellijk vertegenwoordiger mogelijk bij onroerende zaken (en in het algemeen bij registergoederen)?

## Procesgang
De vrouw vordert:
1. een verklaring voor recht dat zij eigenaar is van de betreffende panden;
2. medewerking bij overschrijving van de panden op haar naam;
3. subsidiair: een verklaring voor recht dat in 1948 een maatschap is aangegaan, welke maatschap inmiddels is geëindigd, en dat de man wordt veroordeeld om met de vrouw over te gaan tot scheiding en deling van het vermogen van de maatschap.

De primaire vorderingen zijn door de rechtbank afgewezen. De subsidiaire vordering is wel toegewezen. Hiertegen is de man in hoger beroep gegaan. De vrouw is incidenteel in appel gegaan. Het vonnis van de rechtbank is door het hof vernietigd, en alle vorderingen van de vrouw zijn afgewezen. In cassatie is het arrest van het hof vernietigd, terwijl het geding ter behandeling is doorverwezen naar een ander hof.

## Hoge Raad

### Eerste middel
Het eerste middel betreft de (subsidiair) gestelde maatschap tussen man en vrouw. Het arrest van het hof is vernietigd op grond van een onbegrijpelijke motivering.

### Tweede middel
Het tweede middel betreft de gestelde middellijke vertegenwoordiging. Voor deze rechtsvraag geeft de Hoge Raad definitief uitsluitsel.
Middellijke verkrijging is niet mogelijk bij registergoederen. De tenaamstelling is maatgevend voor de (juridische) eigendom van registergoederen. De Hoge Raad overwoog:

dat dit [tweede] middel ongegrond is, voor zover het betoogt dat een middellijk vertegenwoordiger te eigen name een onroerend goed voor zijn principaal in eigendom kan verwerven in die zin dat de principaal door die verwerving eigenaar van de goederen wordt;
dat een dergelijke wijze van eigendomsverkrijging van onroerend goed onverenigbaar is met art. 671 BW en met de door dit wetsvoorschrift beoogde openbaarheid van de eigendomsverkrijging van onroerend goed door middel van overdracht;

## Tot besluit
- De beslissing van de Hoge Raad is begrijpelijk. Het toestaan van verkrijging van een registerzaak door een middellijk vertegenwoordiger zou leiden tot frustratie van de wettelijke regeling van openbare registers. De wetgever heeft voor registergoederen een eigen systeem gecreëerd, waardoor in principe uit de registers is op te maken wie de eigendom van de desbetreffende zaken heeft verkregen.
- Er is nog een tweede arrest Modehuis Nolly. In dit arrest werd bepaald dat de middellijk vertegenwoordiger wel de verkregen onroerende zaak dient over te dragen indien de lastgever dat wenst.